# Semiotellus mundus
Semiotellus mundus är en stekelart som först beskrevs av Walker 1834.  Semiotellus mundus ingår i släktet Semiotellus och familjen puppglanssteklar. Arten är reproducerande i Sverige. Inga underarter finns listade i Catalogue of Life.